# Acanthopelma beccarii
Acanthopelma beccarii is een bodembewonende vogelspin uit het geslacht Acanthopelma. De soort is endemisch in Guyana (Zuid-Amerika). De spin is in het geheel pikzwart, maar heeft een opvallend beige tot lichtbruin borststuk.